# Pseudoneoponera bispinosa
Pseudoneoponera bispinosa (лат.) — вид муравьёв из подсемейства Ponerinae (Formicidae), который ранее включался в состав Pachycondyla. Отличается двумя зубцами на верхнем крае петиоля. Эндемик Юго-Восточной Азии.

## Распространение
Встречаются в Юго-Восточной Азии: Индия, Китай.

## Описание
Среднего размера муравьи коренастого телосложения с грубой скульптурой матового тела. Длина рабочих особей около 1,5 см, коричневого цвета. Отличается двумя острыми зубцами на верхнем крае петиоля, направленными назад. Усики 12-члениковые. Глаза расположены у средней линии головы. Мезоплеврон не разделён поперечной бороздкой. Метанотальная бороздка отсутствует. Мандибулы треугольные. Проподеум без шипиков или зубцов. Средние и задние ноги с одной голенной шпорой. Стебелёк между грудкой и брюшком состоит из одного узловидного членика петиоля. Брюшко с сильной перетяжкой между 1-м (A3) и 2-м (A4) сегментами.
Необычной особенностью является вспенивающаяся экскреция. Рабочие производят защитные вспенивающиеся выделения из ядовитых желёз

## Систематика
Вид был впервые описан в 1858 году английским энтомологом Фредериком Смитом (1805—1879) под названием Pachycondyla bispinosa Smith, 1858 с острова Калимантан (Саравак, Малайзия). В дальнейшем включался в состав рода Bothroponera как Bothroponera bispinosa и в Pachycondyla. В 2009 году Крис Шмидт (Schmidt, 2009), проведя молекулярно-генетический филогенетический анализ подсемейства понерины предложил восстановить род Pseudoneoponera. Самостоятельный родовой статус и обновлённое видовое название были официально восстановлены в 2014 году.